# Atractus reticulatus
Atractus reticulatus — вид змій родини полозових (Colubridae). Мешкає в Південній Америці.

## Поширення і екологія
Atractus reticulatus мешкають на півдні Бразилії (від південного Мінас-Жерайса до Мату-Гросу-ду-Сул і Ріу-Гранді-ду-Сул), на північному сході Аргентини (Місьйонес, Коррієнтес), на сході Парагваю та в Уругваї. Вони живуть в пампі, саванах серрадо та у тропічних лісах в передгір'ях, трапляються на плантаціях і поблизу людських поселень. Зустрічаються на висоті до 1100 м над рівнем моря. Живляться дощовими черв'яками, відкладають яйця.